# Une nounou d'enfer
 (octobre 2022).
Si vous disposez d'ouvrages ou d'articles de référence ou si vous connaissez des sites web de qualité traitant du thème abordé ici, merci de compléter l'article en donnant les références utiles à sa vérifiabilité et en les liant à la section « Notes et références ».
Une nounou d’enfer (The Nanny) est une série télévisée américaine en 146 épisodes de 23 minutes, créée par Fran Drescher et Peter Marc Jacobson et diffusée entre le 3 novembre 1993 et le 23 juin 1999 sur le réseau CBS.
En Belgique et au Luxembourg a été diffusée dès 1993 sur RTL-TVI et RTL TV (8 épisodes de la saison 1) en France, la série a été diffusée à partir du 16 janvier 1995 sur M6 puis rediffusée à partir du 16 mars 2009 sur Série Club, depuis 2010 sur Téva, depuis le 13 décembre 2012 sur 6ter, depuis le 26 janvier 2015 sur W9, dès le 6 janvier 2018  sur TMC, à partir du 13 août 2018  sur TF1 Séries Films et depuis mars 2020 sur TFX.

## Synopsis

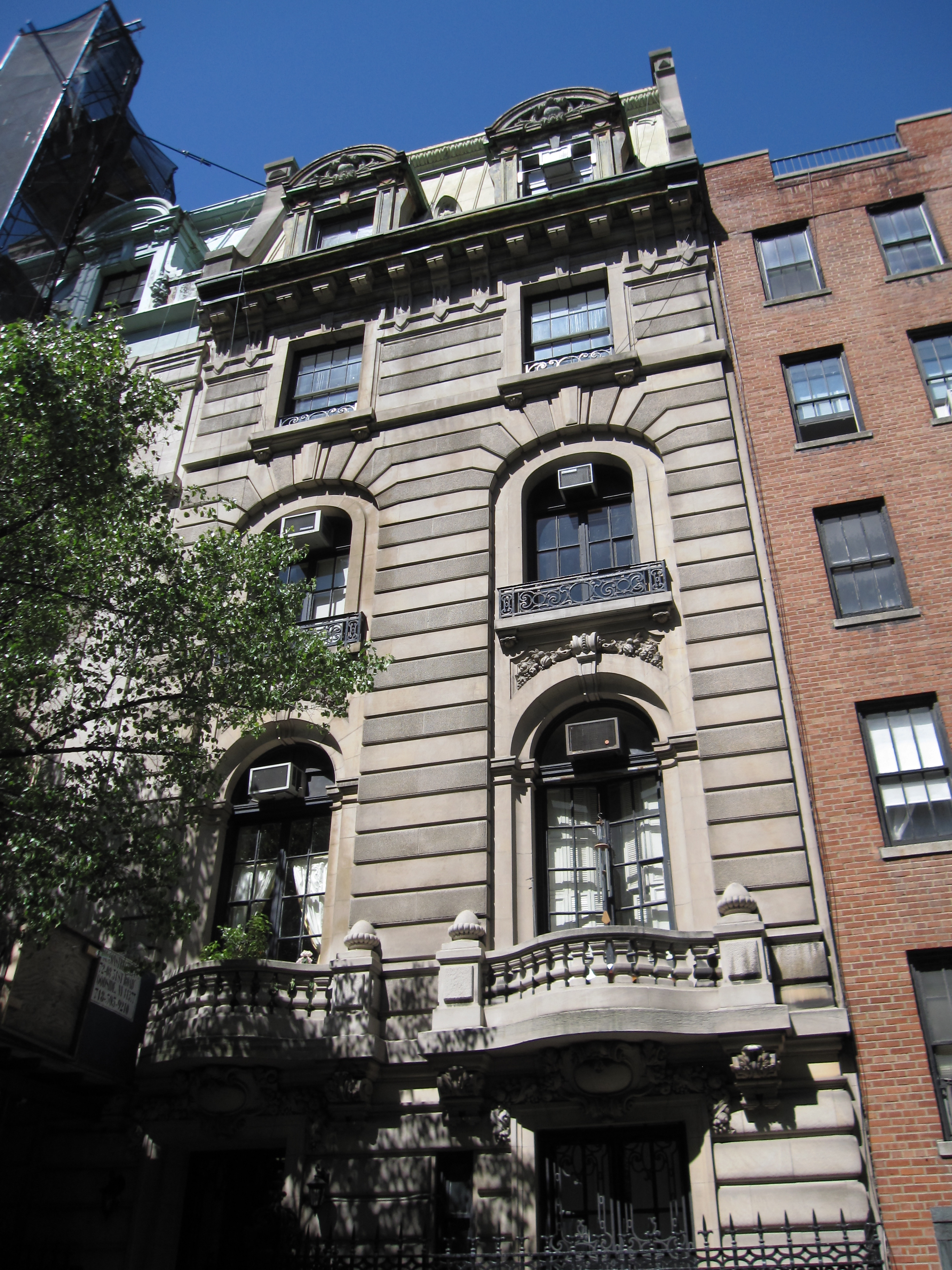
Le 7 East 75th Street dans l'Upper East Side à New York a été utilisé pour les vues extérieures de la maison des Sheffield à compter de la deuxième saison.

Fran découvre que son petit ami, qui par la même occasion est son patron, la trompe avec une employée. Mise à la porte, mais ne se laissant pas démonter, Fran s'essaye alors au porte à porte pour vendre des produits de beauté à Manhattan et par chance, au cours de sa tournée des hôtels particuliers, tombe sur une maisonnée où l'on recherche désespérément une nounou d'enfants. Elle se propose donc pour cet emploi auquel elle ne connaît rien. Son employeur n'est autre que le célèbre Maxwell Sheffield, producteur de comédies musicales, veuf et père de trois têtes blondes par qui il se laisse un peu déborder tout en faisant preuve de trop de rigueur.
Fran va devenir à la fois la nounou et la complice des enfants, encourageant Maxwell à devenir plus souple avec eux, et devenant la meilleure amie du maître d'hôtel, Niles. Il apparaît rapidement que Fran et Maxwell, en dépit de leurs différences (tout les sépare : culture, statut social, et même leur personnalité), sont attirés l'un par l'autre, au grand désespoir de C.C., collaboratrice de longue date de Maxwell (et éperdument amoureuse de lui), et pour le grand bonheur de sa mère Sylvia Fine qui ne rêve que de la voir faire un beau mariage.

## Prix
La série a été nommée 12 fois aux Emmy Awards entre 1995 et 1999 et a emporté le Prix de la meilleure création de costumes pour une série en 1995.
Ce prix confirme l'engouement qu'emportait alors la série autour des tenues de Fran, un soin qui est censé avoir influencé une série plus récente, La Fabuleuse Madame Maisel.

## Fiche technique
- Titre français : Une nounou d'enfer
- Titre original : The Nanny
- Création : Peter Marc Jacobson et Fran Drescher
- Réalisation : Dorothy Lyman, Lee Shallat Chemel, Peter Marc Jacobson, Fran Drescher
- Scénario : Peter Marc Jacobson, Fran Drescher, Prudence Fraser, Robert Sternin
- Société de production : Columbia Broadcasting System, Highschool Sweethearts
- Producteur Exécutif : Peter Marc Jacobson, Fran Drescher, Prudence Fraser
- Format : Couleur - 1.33 : 1 - son stéréo
- Pays d'origine :  États-Unis
- Musique : Timothy Thompson et Michael Blakey
- Langue originale : Anglais
- Genre : Sitcom, comédie
- Durée : 23 minutes

## Distribution

### Acteurs principaux
- Fran Drescher (VF : Marie Vincent) : Francine Joy « Fran » Fine Sheffield, ancienne vendeuse devenue nounou
- Charles Shaughnessy (VF : Jean Roche) : Maxwell Beverly Sheffield, célèbre producteur de théâtre à Broadway
- Daniel Davis (VF : Bernard Alane) : Niles, maître d'hôtel des Sheffield
- Lauren Lane (VF : Pauline Larrieu) : Chastity Claire « C.C. » Babcock, associée de Maxwell, éternellement amoureuse de ce dernier
- Nicholle Tom (VF : Claire Guyot) : Margaret « Maggie » Sheffield, fille aînée de Maxwell
- Benjamin Salisbury (VF : Christophe Lemoine) : Brighton Sheffield, fils de Maxwell
- Madeline Zima (VF : Magali Barney) : Grace « Gracie » Sheffield, fille cadette de Maxwell

### Acteurs réguliers
- Renée Taylor (VF : Arlette Thomas) : Sylvia Fine, mère de Fran, portée sur la nourriture
- Ann Morgan Guilbert (VF : Kathy Vail) : Yetta Rosenberg, grand-mère de Fran, un rien Alzheimer
- Rachel Chagall (VF : Martine Messager) : Valérie « Val » Toriello (parfois nommée Val Tortello dans la VF)[réf. souhaitée], meilleure amie de Fran, éternelle célibataire
- Spalding Gray (VF : Bruno Dubernat) : Dr. Jack Miller (9 épisodes)

### Invités
- Carol Channing (VF : Maria Tamar) : Elle-même (saison 1 épisode 2)
- Cloris Leachman (VF : Liliane Gaudet) : Clara Mueller (saison 1 épisode 10)
- Eric Braeden (VF : Hervé Bellon) : Frank Bradley (saison 1 épisode 18)
- Miko Hughes : Frank Bradley Jr. (saison 1 épisode 18)
- Dan Aykroyd (VF : Hervé Jolly) : le réparateur du réfrigérateur (saison 1 épisode 18)
- Joseph Bologna (VF : Bernard Woringer / Roland Ménard) : Alan Beck / Dr. Joe Razzo (saison 1 épisode 19 / saison 6 épisode 15)
- Robert Culp (VF : Roland Ménard) : Stewart Babcock (saison 1 épisode 20)
- Patti LaBelle : Elle-même (saison 1 épisode 22)
- Richard Kind (VF : Marc François) : Jeffrey Needleman (saison 2 épisode 2)
- Efrem Zimbalist Jr. (VF : Pierre Hatet) : Theodore Timmons (saison 2 épisode 4)
- Richard Portnow (VF : Serge Bourrier) : Philippe (saison 2 épisode 7)
- Wallace Shawn : Charles Haste (saison 2 épisode 8)
- Ben Vereen (VF : Georges Berthomieu) : Lui-même (saison 2 épisode 8)
- Corbin Bernsen (VF : Jean-Claude Balard) : Glenn Mitchell (saison 2 épisode 9)
- Bob Barker : Lui-même (saison 2 épisode 11)
- Erik Estrada (VF : Michel Mella) : Lui-même (saison 2 épisode 15)
- Steve Lawrence (VF : Daniel Beretta / Jean-Jacques Nervest) : Lui-même / Morty Fine (saison 2 épisode 16 / saison 6 épisodes 15 & 21)
- Eydie Gormé : Elle-même (saison 2 épisode 16)
- George Murdock (VF : Marc de Georgi) : Dakota Williams (saison 2 épisode 18)
- Roger Clinton (VF : Serge Faliu / Claude Rollet) : Lui-même (saison 2 épisode 18 / saison 3 épisodes 2,16)
- Shari Lewis (VF : Marion Game) : Elle-même (saison 2 épisode 20)
- Billy Ray Cyrus (VF : Hervé Jolly) : Lui-même (saison 2 épisode 23)
- Tyne Daly (VF : Marion Game) : Mona (saison 2 épisode 24)
- Tracy Nelson (VF : Barbara Tissier) : Mary Ruth (saison 2 épisode 25)
- Milton Berle : Oncle Manny (saison 3 épisode 8)
- Allan Rich (VF : Henri Poirier) : Le juge (saison 3 épisode 8)
- Dina Merrill (VF : Maria Tamar) : Elizabeth Sheffield (saison 3 épisode 9)
- Jane Seymour (VF : Évelyn Séléna) : Elle-même (saison 3 épisode 11)
- Joe Lando (VF : Maurice Decoster) : Lui-même (saison 3 épisode 11)
- Marvin Hamlisch (VF : Jacques Richard) : Alan Neider (saison 3 épisode 18)
- Elizabeth Taylor (VF : Paule Emanuele) : Elle-même (saison 3 épisode 21)
- Monica Seles : Elle-même (saison 3 épisode 23)
- Burt Bacharach : Lui-même (saison 3 épisode 24)
- Jason Alexander (VF : Philippe Ogouz) : Jack (saison 4 épisode 1)
- Rosie O'Donnell (VF : Isabelle Leprince saison 4) : Cozette / Elle-même (saison 3 épisode 21 / saison 4 épisode 4)
- Donald Trump : Lui-même (saison 4 épisode 4)
- Hugh Grant (VF : Emmanuel Curtil) : Lui-même (saison 4 épisode 4)
- Donald O'Connor (VF : André Oumansky) : Fred (saison 4 épisode 5)
- Lainie Kazan (VF : Véronique Augereau) : Freida (saison 4 épisode 5 / saison 5 épisode 5)
- Robert Vaughn (VF : Marc de Georgi / Jacques Richard) : James Sheffield (saison 4 épisode 6 / saison 5 épisode 19)
- Joan Collins (VF : Michèle Bardollet) : Joan Sheffield (saison 4 épisode 6)
- Jay Leno (VF : Patrick Préjean) : Lui-même (saison 4 épisode 7)
- Rich Little (VF : Michel Mella) : L'agent d'appel (saison 4 épisode 7)
- John Astin (VF : Gérard Hernandez) : Dr. Roberts (saison 3 épisode 20 / saison 4 épisode 9)
- Pamela Anderson (VF : Malvina Germain) : Heather Biblow (saison 4 épisodes 12, 24)
- Jon Stewart (VF : Denis Boileau) : Bob (saison 4 épisode 12)
- Robert Urich (VF : Bernard Woringer) : Le juge Jerry Moran (saison 4 épisode 17)
- Jane Sibbett (VF : Dorothée Jemma) : Marcy Feldman (saison 4 épisode 21)
- Bette Midler (VF : Michèle Bardollet) : Elle-même (saison 4 épisode 23)
- Ed Begley Jr. (VF : Julien Thomast) : Tom Rosenstein (saison 4 épisode 23)
- Peter Bergman (VF : Patrick Osmond) : Lui-même (saison 4 épisode 24)
- Céline Dion (VF : Amélie Morin) : Elle-même (saison 4 épisode 26)
- Elton John (VF : Hervé Jolly) : Lui-même (saison 5 épisode 2)
- Brian Setzer : Lui-même (saison 5 épisode 3)
- Michael Ensign (VF : Marc Moro) : Trevor (saison 5 épisode 5)
- Joyce Brothers : Elle-même (saison 5 épisode 5)
- Chevy Chase (VF : Marc Moro) : Lui-même (saison 5 épisode 6)
- Ray Charles (VF : Saïd Amadis) : Sammy Portnoy (saison 5 épisodes 8, 17, 20 / saison 6 épisode 10)
- Michael Bolton : Lui-même (saison 5 épisode 11)
- Scott Baio (VF : Éric Legrand) : Dr. Frankie Cresitelli (saison 5 épisode 11)
- Joan Van Ark (VF : Anne Rochant) : Margo Lange (saison 5 épisode 12)
- Cindy Adams (VF : Marion Game) : Elle-même (saison 5 épisode 12)
- Dick Martin (VF : Raymond Baillet) : Preston Collier (saison 5 épisode 16)
- Coolio (VF : Christophe Peyroux) : Irwin (saison 5 épisode 17)
- Maria Conchita Alonso (VF : Maïk Darah) : Concepcion Sheffield (saison 5 épisode 19)
- Whoopi Goldberg (VF : Maïk Darah) : Edna / Elle-même (saison 5 épisode 20 / saison 2 épisode 11, saison 6 épisode 8)
- Lynn Redgrave (VF : Régine Blaess) : Elle-même (saison 6 épisode 13)
- Donna Douglas (VF : Anna Gaylor) : Elle-même (saison 6 épisode 14)

Version française
- - Société de doublage : Dubbing Brothers[9],[10]
  - Direction artistique : Anne Kerylen[9]
  - Adaptation des dialogues : Amélie Morin et Michel Mella[9]

Sources VF : Doublage Séries Database et RS Doublage

## Épisodes
La série compte 146 épisodes d'environ 23 minutes, dont un réalisé entièrement en animation. La narration d'une histoire sur plusieurs arcs y est rare, mais s'est accélérée sur les dernières saisons. Les épisodes peuvent donc être regardés dans le désordre bien que l'évolution de la relation entre Fran et Maxwell, ainsi que certaines références à des épisodes antérieurs, puissent alors échapper au spectateur. Ci-dessous se trouvent les audiences réalisées au cours des six saisons diffusées entre 1993 et 1999 aux États-Unis.
| Saison | Nombre d'épisodes | Diffusion US                     | Moyenne annuelle (en millions de téléspectateurs) | rang |
| ------ | ----------------- | -------------------------------- | ------------------------------------------------- | ---- |
| 1      | 22                | 3 novembre 1993 - 16 mai 1994    | 9,5                                               | 65   |
| 2      | 26                | 12 septembre 1994 - 22 mai 1995  | 12,5                                              | 25   |
| 3      | 27                | 11 septembre 1995 - 20 mai 1996  | 12,4                                              | 17   |
| 4      | 26                | 18 septembre 1996 - 21 mai 1997  | 9,1                                               | 46   |
| 5      | 23                | 1er octobre 1997 - 13 mai 1998   | 11,5                                              | 50   |
| 6      | 22                | 30 septembre 1998 - 23 juin 1999 | 9,3                                               | 84   |

### The Nanny Reunion
En 2004, les acteurs d’Une nounou d’enfer se sont retrouvés pour The Nanny Reunion: A Nosh to Remember, un reportage spécial consacré à la série. Fran Drescher, qui est à la fois l’interprète de Fran Fine et la coréalisatrice de la série, reçoit ses anciens partenaires dans sa maison à Malibu. Tous ces acteurs en avaient profité pour évoquer leurs souvenirs du tournage (avec à l'appui des extraits de la série). Daniel Davis (Niles) fut d'ailleurs le grand absent de ces retrouvailles (il se produisait alors sur scène à New York).

## Générique
Une nounou d’enfer est immédiatement reconnaissable par son générique animé, qui n'a pas changé pendant les six saisons que compte la série. La chanson écrite et interprétée par Ann Hampton Callaway dans le plus pur style swing de New York résume le début du pilote de la série (Fran se faisant renvoyer et devenant nounou par hasard pour les Sheffield), accompagnée de graphismes très colorés et reconnaissables, de type cartoon, qui ne sont pas sans évoquer la patte de Hanna-Barbera. Ces mêmes graphismes seront réutilisés au cours de la troisième saison dans l'épisode spécial dessin animé.

## Cross-overs
- Une nounou d'enfer fait partie d'un cross-over spécial autour des perles perdues d'Elizabeth Taylor, incluant aussi les séries Can't Hurry Love (en), Murphy Brown et High Society (en)[Laquelle ?].
- Charles Kimbrough de la série Murphy Brown joue son personnage de Jim Dial dans l'épisode 1 de la saison 4.
- Ray Romano de la série Tout le monde aime Raymond joue son personnage de Raymond Barone dans l'épisode 18 de la saison 5.
- Renee Taylor joue son personnage de Sylvia Fine dans l'épisode 3 de la saison 1 de la série The Simple Life (en).

## Commentaires
- À l'origine, la famille de Maxwell Sheffield n'était composée que de deux enfants, Brighton et Grace. Mais la production a souhaité y inclure une adolescente pour qui Fran Fine ferait office de mentor. Ainsi le personnage de Maggie fut-il ajouté dans la liste.
- L'intérêt de la série repose notamment sur des running gags : les traits de caractère des personnages sont régulièrement réutilisés à des fins comiques. Mentionnons à titre d'exemple la voix particulière de Fran, son incapacité à assumer son âge, sa passion pour les vêtements et le maquillage ou les membres de sa très nombreuse famille, le jeu du chat et de la souris entre elle, jeune juive américaine extravertie et habillée de façon voyante, et Maxwell, anglais mûr et légèrement coincé, et son adulation presque religieuse envers Barbara Streisand.
- À cela viennent s'ajouter d'autres relations qui pimentent l'histoire :
  - C.C. Babcock et Niles : Dans les premières saisons, l'associée et le majordome de Maxwell se détestent et ne ratent pas un bon mot au détriment l'un de l'autre. Niles fait ce qu'il peut pour rapprocher Maxwell de Fran et l'éloigner de C.C. Dans la saison 6, on apprend que Niles est très amoureux de C.C.. Il lui fera de nombreuses demandes en mariage qu'elle n'acceptera que dans le dernier épisode de la sitcom. En prime, C.C. apprendra dans la foulée qu'elle est enceinte.
  - C.C. Babcock et Maxwell : elle veut le conquérir mais il reste indifférent à ses (maladroites) avances. De plus, elle déteste les enfants et ils ne sont pas dupes.
  - Fran et les hommes : décidée à trouver un mari (et poussée en ce sens par sa mère), Fran a de nombreuses conquêtes masculines tout au long de la série, ce qui ne manque pas d'occasionner des rencontres épiques (à l'issue desquelles Fran est invariablement déçue), et de rendre Maxwell jaloux (bien qu'il soit incapable de dévoiler ses sentiments à la jeune femme).
  - Fran et Sylvia : Fran entretient une relation difficile avec sa mère juive qui se désespère de ne pas voir sa fille mariée à son âge (qui, d'après Fran, serait bloqué à 29 ans). Sylvia ne perd pas une occasion de dénigrer sa fille, de l'accuser théâtralement de la faire souffrir et s'invite à l'improviste chez Maxwell pour y engloutir la cuisine de Niles.
- De régulières références à la pop culture, ainsi que de nombreuses références à la religion juive peuvent dérouter le spectateur européen qui serait peu familier avec ces sujets moins souvent abordés dans des fictions grand public. Par exemple, on note une évocation récurrente du fameux compositeur britannique de comédies musicales Andrew Lloyd Webber (dont Maxwell est jaloux), qui affichait salle comble entre 1970 et 1980 à Broadway ainsi qu'au West End de Londres, capitale du pays natal de Maxwell, l'Angleterre.
- La série met également en opposition de nombreux traits culturels de Maxwell Sheffield et des membres de sa famille, hérités de leur origine britannique, par rapport à ceux des personnages américains (accent, gastronomie, vêtements...).
- Le premier épisode de la série est assez différent des autres : 
  - Dès les épisodes suivants, la porte d'entrée est sur la droite du décor, l'escalier menant aux chambres à l'étage passe également sur la droite, près de l'entrée, et est plus arrondi, et enfin le salon et le bureau de Maxwell sont également inversés. Les autres pièces restent en revanche inchangées.
  - La petite amie de Dany s'appelle Annette Biblow en VF ; alors que dans les épisodes suivants, ce sera Heather Biblow (nom de la VO). Celle-ci est interprétée par Pamela Anderson.
  - Maxwell tutoie C.C, et bien que parfois ils se tutoient encore dans les épisodes suivants, ceci deviendra de plus en plus rare jusqu’à disparaître.
- Daniel Davis et Lauren Lane se connaissaient bien avant la série puisque la comédienne fut son élève au cours de théâtre.
- Bien qu'elles jouent des mère et fille dans la fiction, Renée Taylor et Ann Morgan Guilbert n'avaient en réalité que cinq ans d'écart.
- Parmi les gags les plus cultes de la série figure celui où Sylvia est sans cesse en train de grignoter. Les scénaristes ont eu cette idée en ayant aperçu Renée Taylor se servir dans les assiettes des co-vedettes. Cumulant les consommations devant la caméra, l'actrice a pris 22 kg au fil des saisons. Elle a cependant montré une ordonnance de son médecin recommandant de ne lui fournir que des aliments sans matière grasse pour éviter des problèmes de santé.
- Le chien de C.C., Chester (Châtaigne en VF), un spitz nain très proche de Fran dans la série, était en fait le chien de Fran Drescher dans la vie.
- Lorsque la série fut diffusée au Royaume-Uni, des téléspectateurs ont envoyé des lettres à Charles Shaughnessy pour lui reprocher sa mauvaise imitation de son accent anglais et même lui conseiller de prendre exemple sur Daniel Davis dont le jeu et les expressions sont plus crédibles. Ironiquement, Shaughnessy est britannique alors que Davis est américain.
- Madeline Zima (Grace) a gardé un très mauvais souvenir du tournage de la série. Dans une interview donnée à The TV Page en 2013, elle a avoué avoir eu le sentiment d'être traitée plus comme un accessoire que comme un être humain.
- Lorsque le tournage de la Saison 5 démarre, Lauren Lane est enceinte. Sa grossesse a quelques incidences sur son personnage : C.C. souffre d'un petit problème de gourmandise (dû à une petite dépression dans la série) et ses rapports avec les autres personnages (Niles ou Fran) sont plus adoucis et pour cause, l'actrice fût contrainte d'éviter les émotions fortes dans son jeu. De plus, elle porte des costumes plus larges pour masquer au mieux (mais sans succès) son ventre rond. Elle s'absente finalement le temps de quelques épisodes pour donner naissance à sa fille Katherine. Dans la série, C.C. est envoyée à l'hôpital psychiatrique après avoir perdu la raison en réalisant que Fran et Maxwell vont vraiment se marier. Rachel Chagall était également enceinte durant cette même saison.
- Le dernier épisode de la série se montre très décisif : la famille est réunie à la maternité, où Fran s'apprête à accoucher. Tous les membres assistent à l'arrivée des jumeaux dans la salle de travail. Alors que Fran est en plein accouchement, l'union entre Niles et C.C. est célébrée par un prêtre (ce dernier révèle les prénoms complets de Miss Babcock, Chastity Claire, ce qui semble choquer les autres sauf Niles). Par la suite, le gynécologue annonce à C.C. qu'elle est elle-même enceinte. Finalement, Fran donne naissance à Jonas Samuel et Catherine dont les prénoms furent respectivement ceux de son grand-père et de la grand-mère de Maxwell. Quelques jours plus tard, Maggie et Brighton prennent l'avion pour l'Europe, l'une pour retrouver son mari, Michael le jeune mannequin, l'autre pour découvrir le monde pendant un an avant d'entrer à l'université. À la fin de l'épisode, la famille Sheffield, ainsi que Niles et C.C. (qui par ailleurs se tutoient enfin dans la VF), quittent la maison de New York pour s'installer en Californie. Sur le départ, Fran jette un dernier coup d'œil à la maison, se remémore son arrivée ainsi que quelques-unes des aventures qu'elle a vécues tout au long de la série, puis franchit une dernière fois le seuil de la porte. Lorsque l'épisode se termine, le régisseur présente chacun des interprètes des personnages principaux. Fran Drescher prononce des remerciements au public pour avoir contribué au succès d'Une nounou d'enfer pendant six ans (la série est en effet enregistrée en studio mais devant un vrai public).